# Patricia Highsmith
Patricia Highsmith (Fort Worth, Texas, 1921. január 19. – Locarno, Svájc, 1995. február 4.)  amerikai írónő.  Legismertebb művei a Mr. Ripley könyvek.

## Élete
Szülei,  Mary Coates (1895–1991) és Jay Bernhard Plangman (1887–1975), kilenc nappal Patricia születése előtt váltak el, alig 18 hónapos házasság után.
Anyja 1924-ben férjéhez ment Stanley Highsmith-hez (1901–1970).
Anyjával és mostohaapjával 1927-ben New Yorkba költözött.
Az élete nagy részét Európában töltötte.

## Könyvei
- Strangers on a Train (Idegenek a vonaton, 1950)
- The Price of Salt (1952) (Claire Morgan álnévvel) (újra mint Carol 1990-ben Highsmith névvel)
- The Blunderer (1954)
- Deep Water (1957)
- A Game for the Living (1958)
- This Sweet Sickness (1960)
- The Cry of the Owl (1962)
- The Two Faces of January (1964)
- The Glass Cell (1964)
- A Suspension of Mercy (1965) (published as The Story-Teller in the U.S.)
- Those Who Walk Away (1967)
- The Tremor of Forgery (1969)
- A Dog's Ransom (1972)
- Edith's Diary (1977)
- People Who Knock on the Door (1983)
- Found in the Street (1986)
- Small g: a Summer Idyll (1995)

#### Mr. Ripleykönyvek
- The Talented Mr. Ripley (1955)
- Ripley Under Ground (1970)
- Ripley's Game (1974)
- The Boy Who Followed Ripley (1980)
- Ripley Under Water (1991)

### Magyarul megjelent művei
- A balek. Bűnügyi regény; ford. Mihályi Gábor; Európa, Budapest, 1971
- Két idegen a vonaton; ford. Veres Júlia; Magvető, Budapest, 1980 (Albatrosz könyvek)
  - (Idegenek a vonaton címen is)
- Ripley és a maffiózók; Lugosi László; Magvető, Budapest 1987
- Remegő szívvel. Regény; ford. Forinyák Éva; Európa, Budapest, 1988
- Huhog a bagoly; ford. Mészáros Sándor; Magvető, Budapest, 1989
- A tehetséges Mr. Ripley; ford. Jász István; Geopen, Budapest, 2003
- Ripley a mélyben; ford.  Jász István; Geopen, Budapest, 2003
- Vágyak pórázán; ford. Valló Zsuzsa; Réz, Budapest, 2003 (Vörös-fekete könyvek)
- Mélyvíz; ford. Kelemen László; Réz, Budapest, 2004 (Vörös-fekete krimik)
- Tizenegy. Novellák; ford. Baló András Márton, előszó Graham Greene; Holistic, Budapest, 2007 (Remek-művek)
- Carol. Regény; ford. Gálvölgyi Judit; Holistic, Budapest, 2008 (Remek-művek)
- Kétarcú január; ford. Kovács Kristóf; Tericum, Budapest, 2014
- Idegenek a vonaton; ford. Veres Júlia; Európa, Budapest, 2022 (Kapszula könyvtár)
  - (Két idegen a vonaton címen is)

## Fordítás
- Ez a szócikk részben vagy egészben  a   Patricia Highsmith című angol Wikipédia-szócikk fordításán alapul.  Az eredeti cikk szerkesztőit annak laptörténete sorolja fel. Ez a jelzés csupán a megfogalmazás eredetét és a szerzői jogokat jelzi, nem szolgál a cikkben szereplő információk forrásmegjelöléseként.